# Maryse Thomas

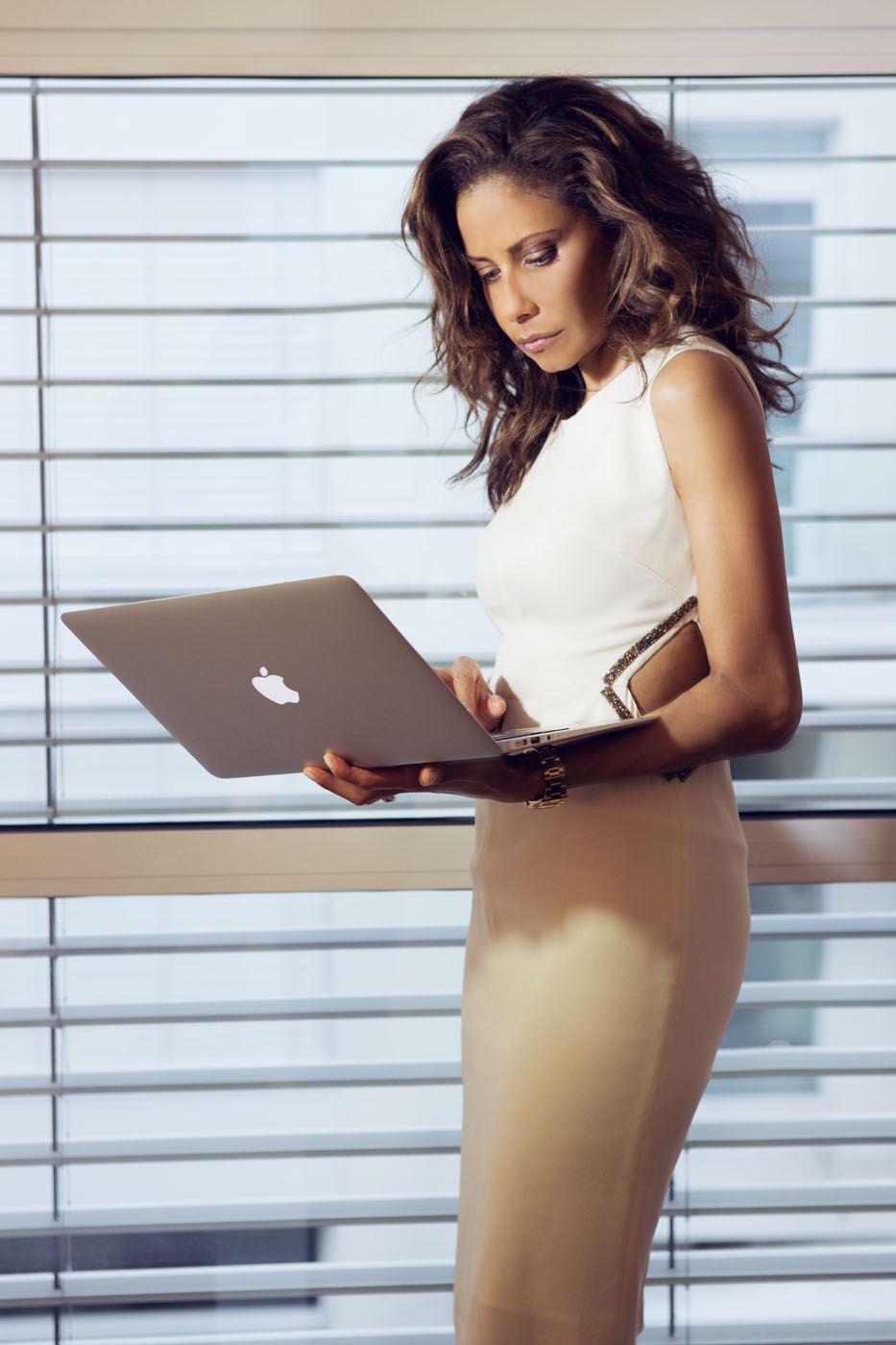
Maryse Thomas en 2013

Maryse Thomas es una empresaria estadounidense, antigua directora ejecutiva de Pokeware, empresa de base tecnológica que ha desarrollado una plataforma de intercambio de publicidad centrada en el comercio electrónico, los contenidos de vídeo y las redes sociales, que ella misma fundó en 1997. En septiembre de 2017, fue condenada por fraude por haber engañado a los inversores sobre el estado financiero de la empresa.

## Fraude
Fue arrestada en Roma en abril de 2016 acusada desde los Estados Unidos de fraude a los inversores. En junio de 2017 fue juzgada en Nueva York y se declaró culpable de haber defraudado en torno a los 7 millones de dólares a los inversores falsificando las cuentas bancarias de la empresa, haciendo que Pokeware pareciera estar en mejores condiciones financieras de lo que estaba. El 29 de septiembre de 2017, M. Thomas fue sentenciada a 49 meses de prisión seguidos de tres años de libertad condicional por un fraude de 7 millones de dólares, de los 25-30 de los que se le acusaba inicialmente, y se le ordenó reembolsar los 7 millones de dólares y otros 7 millones adicionales por daños y perjuicios.

## Otras actividades
Además de su labor en Pokeware, Thomas fue miembro activo del lobby tecnológico Technet y participó en diferentes eventos regionales defendiendo las ventajas de la economía de la innovación.
En 2017 se anunció que Maryse Liburdi es una de las gestoras de un fondo de capital de riesgo que invierte en nuevas empresas tecnológicas de África subsahariana, siendo Liburdi apellido de su anterior matrimonio.
Estuvo casada con el baloncestista Mauro Liburdi.